# هشام بن عبيد الله الرازي
هشام بن عبيد الله بن مسلمة الرازي أحد أئمة السنة، كان من بحور العلم. أخذ الفقه عن أبي يوسف ومحمد بن الحسن صاحبي الإمام أبي حنيفة. مات سنة إحدى وعشرين ومائتين.

## أخباره
- قال لقيت ألفا وسبعمائة شيخ وانفقت في العلم سبعمائة ألف درهم.[3]
- قال محمد بن خلف الخراز: سمعت هشام بن عبيد الله الرازي يقول: القرآن كلام الله غير مخلوق، فقال له رجل: أليس الله يقول: ما يأتيهم من ذكر من ربهم محدث؟. فقال: محدث إلينا، وليس عند الله بمحدث. قلت: لأنه من علم الله، وعلم الله لا يوصف بالحدث.[2]

## روايته للحديث النبوي
- حدث عن: ابن أبي ذئب ومالك بن أنس وحماد بن زيد وعبد العزيز بن المختار وطبقتهم.
- حدث عنه: بقية بن الوليد وهو من شيوخه ومحمد بن سعيد العطار والحسن بن عرفة وحمدان بن المغيرة وأبو حاتم الرازي وأحمد بن الفرات وعبد الله بن يزيد وطائفة سواهم.[2]

## الجرح والتعديل
أقوال العلماء فيه
- أبو حاتم الرازي: صدوق ما رأيت أعظم قدرا منه بالري.
- أبو حاتم بن حبان البستي: كان يهم في الروايات ويخطئ إذا روى عن الأثبات فلما كثر مخالفته الأثبات بطل الاحتجاج به.
- أحمد بن حنبل : سئل أيكتب عنه ؟ قال لا ولا كرامه.
- أحمد بن صالح الجيلي : ضعيف.
- ابن أبي حاتم الرازي : ثقة يحتج بحديثه.
- جلال الدين السيوطي : أحد الأعلام.

## مؤلفاته
- كتاب «صلاة الأثر»
- كتاب «النوادر»[3]